# Millen, Georgia
Millen är administrativ huvudort i Jenkins County i Georgia. Vid 2010 års folkräkning hade Millen 3 120 invånare.

## Kända personer från Millen
- Nathan Deal, politiker
- Melvin E. Thompson, politiker